# عروس دریایی یال‌شیری

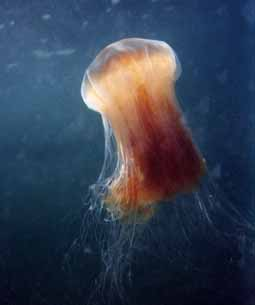
عروس دریایی یال‌شیری

عروس دریایی یال‌شیری با نام علمی Cyanea capillata، بزرگ‌ترین گونه عروس دریایی شناخته شده است. قطر بدن آن می‌تواند به ۲ متر و طول پاهایش به ۱۵ متر برسد.

## معرفی
عروس دریایی یال‌شیری (Cyanea capillata) به خاطر شاخ و برگهای نمایشی و دنباله دار خود که یادآور یال شیر است، نامگذاری شده است. اندازه آنها می‌تواند بسیار متفاوت باشد: اگرچه توانایی رسیدن به قطر زنگ بیش از ۲ متر هستند، اما تعدادی که در عرض‌های جغرافیایی پایین‌تر یافت می‌شوند بسیار کوچک‌تر از نمونه‌های شمالی خود هستند، و زنگی در حدود ۵۰ سانتی‌متر دارند. در نوجوانان این گونه نارنجی روشن‌تر یا برنز و گاهی بی‌رنگ هستند در حالی که بزرگسالان از رنگ سرخ تا بنفش تیره هستند.
ناقوس چتر دریایی یال‌شیری به هشت لوب (لپت) بسته می‌شود، هر لوب حاوی ۷۰ تا ۱۵۰ شاخک است که در چهار ردیف کاملاً مشخص چیده شده است. در امتداد حاشیه زنگ، یک اندام تعادل در هر هشت فرو رفتگی بین لوب‌ها - روپالیوم - وجود دارد که به جهت‌گیری ماهی‌های دریایی کمک می‌کند.
شاخک‌های بلند و نازکی که از زیر چتر زنگ بیرون می‌آیند، «بسیار چسبناک» توصیف شده‌اند و سلول‌های گزش دارند. شاخک‌های نمونه‌های بزرگ‌تر ممکن است تا ۳۰ متر یا بیشتر دنباله داشته باشند، طول شاخک‌های طولانی‌ترین نمونه شناخته شده ۳۶٫۶ متر اندازه‌گیری شده. این طول غیر معمول - طولانی‌تر از یک نهنگ آبی (۳۴ متر) - آن را به عنوان یکی از طولانی‌ترین جانوران شناخته‌شده در جهان به ارمغان آورده است.

## طبقه‌بندی

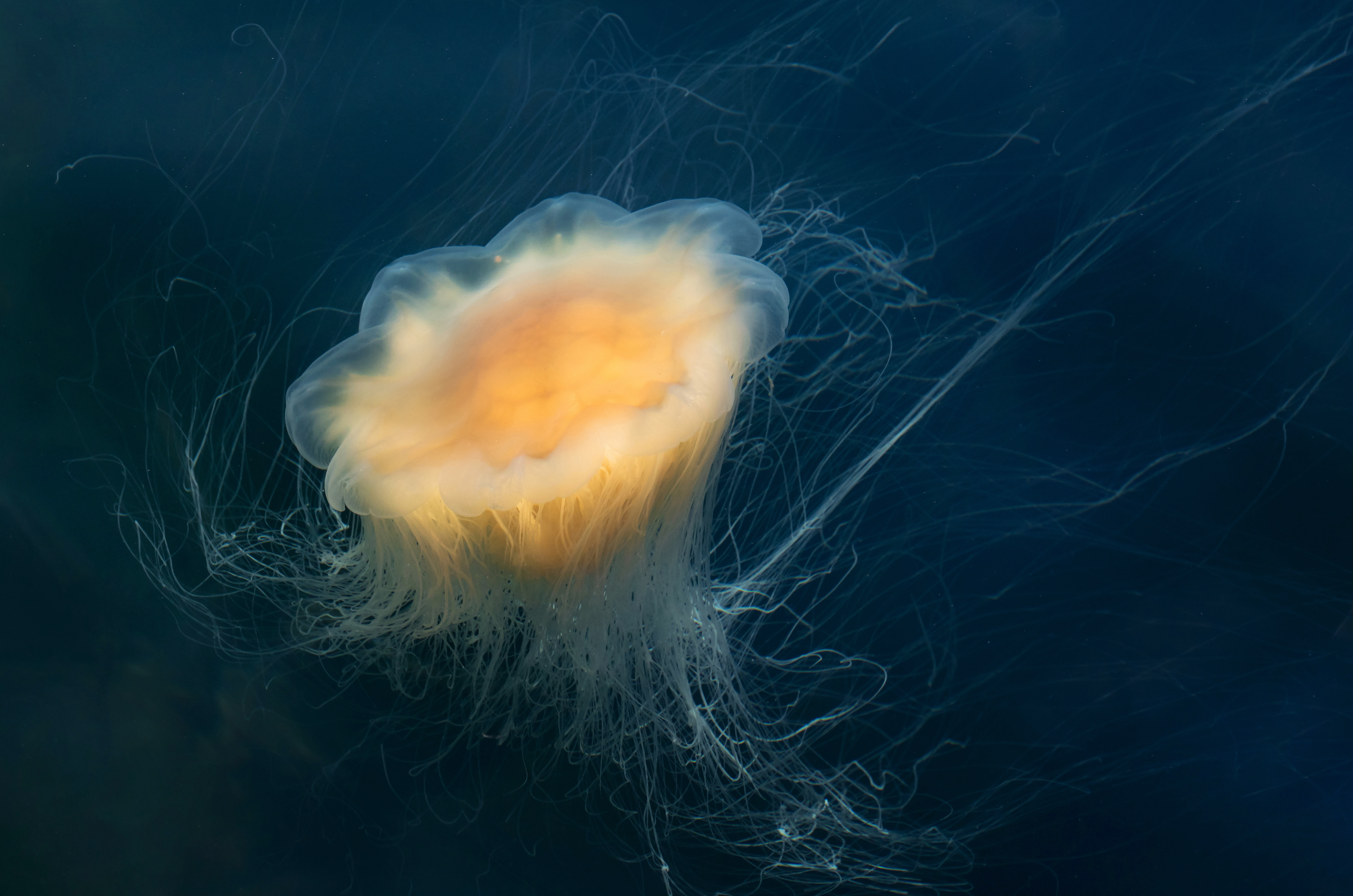
عروس دریایی یال شیری

در طبقه‌بندی گونه‌های این نوع پری دریایی به‌طور کامل توافق نشده است. برخی از جانورشناسان پیشنهاد کرده‌اند که با همه گونه‌های این جنس باید به عنوان یک نوع رفتار شود. دو گونه مجزا، حداقل در شمال اقیانوس اطلس شمالی وجود دارد، با چتر دریایی آبی (Cyanea lamarckii Péron & Lesueur، ۱۸۱۰) در رنگ آبی و اندازه کوچکتر (۱۰–۲۰ سانتی‌متر) است. جمعیت آن‌ها در اقیانوس آرام غربی در اطراف ژاپن، گاهی اوقات به عنوان Cyanea nozakii یا به عنوان یک زیرگونه شناخته می‌شود. نوازاکی (محقق روسی) در سال ۲۰۱۵، یک گونه خواهر احتمالی، (Cyanea tzetlinii) را که در دریای سفید یافت شد، اعلام کرد، اما این مورد هنوز توسط پایگاه‌های اطلاعاتی معتبر دیگر مانند WoRMS یا ITIS شناخته نشده است.

## بوم‌شناسی
این عروس دریایی به عنوان گونه‌های آب سرد، نمی‌تواند با آبهای گرمتر کنار بیاید. عروس دریایی در بیشتر زندگی خود دریایی است اما در اواخر عمر یک ساله خود تمایل دارد در خلیج‌های کم‌عمق و مسکونی مستقر شود.

## رفتار و تولیدمثل
عروس دریایی یال‌شیری بیشتر در نزدیکی سطح و عمق بیش از ۲۰ متر باقی می‌ماند. ضربان‌های کند و ضعیفشان آنها را به جلو سوق می‌دهد، بنابراین برای طی مسافت‌های طولانی، به جریان اقیانوس بستگی دارند. چتر دریایی غالباً در اواخر تابستان و اوایل پاییز در نزدیکی ساحل دیده می‌شوند، زمانی که به اندازه بزرگ شده و جریان آب آنها را به سمت ساحل می‌آورد.
مانند دیگر عروس دریایی‌ها، یال‌شیری‌ها هم توانایی تولیدمثل جنسی در مرحله مدوزا را دارند و هم تولیدمثل غیرجنسی در مرحله پولیپ. چتر دریایی یال‌شیری در طول عمر خود دارای چهار مرحله مختلف است: یک مرحله لارو، یک مرحله پولیپ، یک مرحله افیرا و یک مرحله مدوزا. چتر دریایی ماده تخم‌های بارورشده خود را در شاخک خود حمل می‌کند، جایی که تخم‌ها به لارو تبدیل می‌شوند. هنگامی که لارو به اندازه کافی پیر شد، ماده آنها را روی یک سطح سخت قرار می‌دهد، جایی که لارو به زودی به پولیپ تبدیل می‌شود. پولیپ‌ها به صورت غیرجنسی تولیدمثل می‌کنند و پشته‌هایی از موجودات کوچک به نام افیرا ایجاد می‌کنند. سفیرهای فردی پشته‌ها را جدا می‌کنند، جایی که در نهایت به مرحله مدوزا تبدیل می‌شوند و به یک چتر دریایی کامل تبدیل می‌شوند.

## نیش و تماس انسانی
بیشتر برخوردها باعث درد موقتی و قرمزی موضعی می‌شوند. در شرایط عادی و در افراد سالم مشخص نیست که نیش برای آنها کشنده باشد. برای غیرفعال کردن این می‌توان از سرکه استفاده کرد؛ اما به دلیل وجود شاخک‌های زیاد، توجه پزشکی بعد از قرار گرفتن در معرض گزش توصیه می‌شود.
احساس اولیه بیش از دردناک بودن، عجیب است و فرد احساس می‌کند در آب گرمتر و تا حدی جوشان شنا می‌کند. به‌طور معمول هیچ خطری برای انسان وجود ندارد (به استثنای افرادی که از آلرژی‌های خاص رنج می‌برند). اما در مواردی که کسی نه تنها با طولانی‌ترین شاخک‌ها بلکه با کل چتر عروس دریایی بر روی قسمت‌های زیادی از بدن خود درگیر شده باشد، توصیه می‌شود که حتماً معاینه‌های پزشکی را به دلیل اثرات سیستمیک انجام دهد. اگرچه نادر است، اما در آب‌های عمیق نیش شدید می‌تواند باعث وحشت و به دنبال آن غرق شدن شود.

## طولانی‌ترین جانوران جهان
در برنامه تلویزیونی پرطرفدار QI، این برنامه ادعا کرد که طولانی‌ترین جانور در جهان، عروس دریایی یال شیری است. بعداً این ادعا اصلاح شد - در سال ۱۸۶۴، یک کرم بوتلاس (Lineus longissimus) که طول آن ۵۵ متر بود، در ساحل اسکاتلند پیدا شده بود. (این ادعا منتقدان خود را دارد: از آنجا که کرم‌های بوتلاس به راحتی می‌توانند چندین برابر طول طبیعی خود کشیده شوند، ممکن است کرم در واقع به همان طول رشد نکرده باشد).

## شکارچیان
شکارچیان عروس‌های دریایی یال‌شیری شامل پرندگان دریایی، ماهی‌های بزرگتر مانند ماهی خورشید در اقیانوس، دیگر گونه‌های دریایی و لاک‌پشت‌های دریایی است. لاک‌پشت دریایی چرمی تقریباً به‌طور انبوه در فصل تابستان در اطراف شرق کانادا از آنها تغذیه می‌کند.
خود چتر دریایی بیشتر از زئوپلانکتون‌ها، ماهی‌های کوچک، و عروس دزیایی‌های ماه تغذیه می‌کند.

## نگارخانه

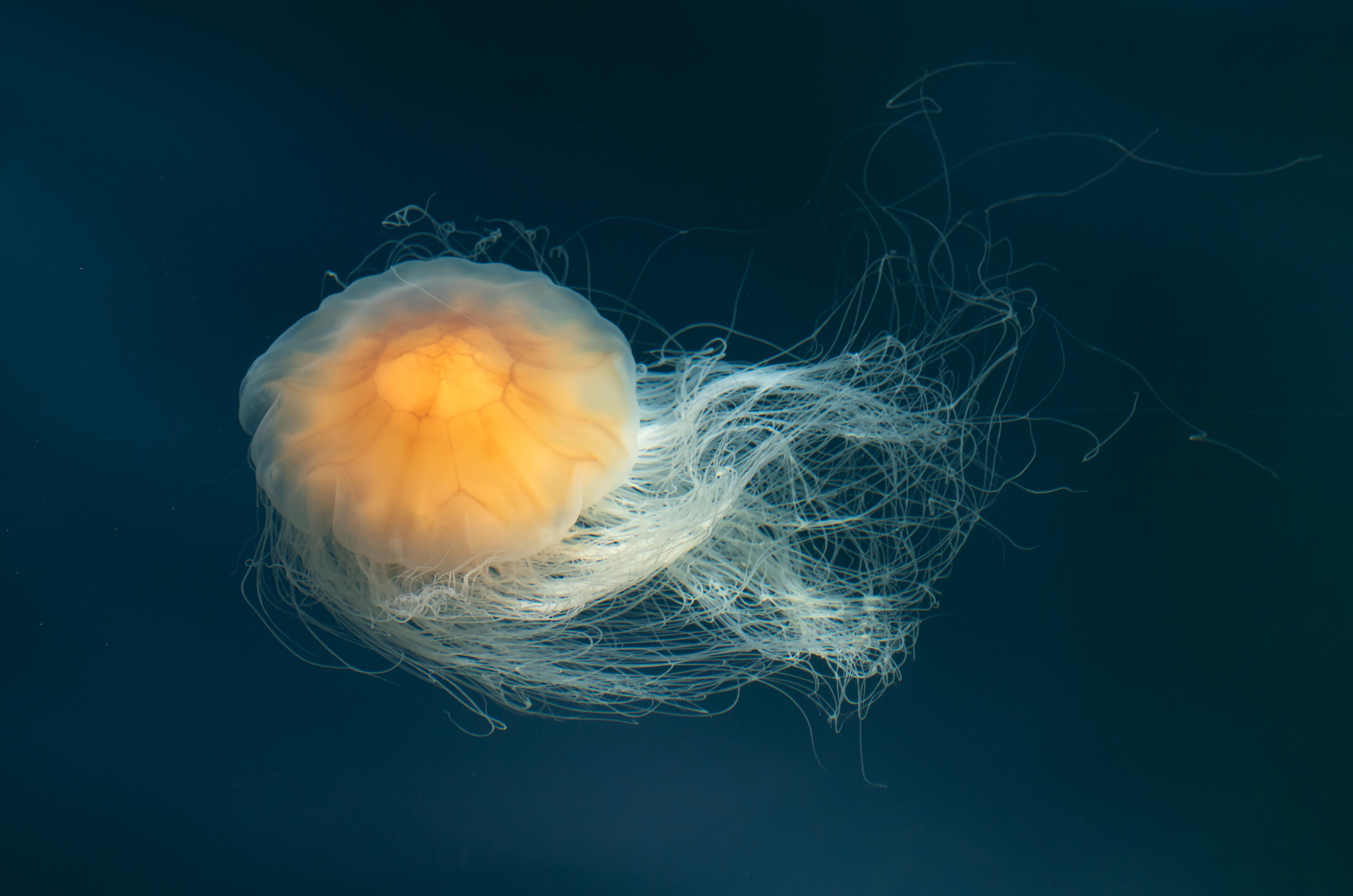
عروس دریایی یال‌شیریدر حالت منقبض (جمع شدن)
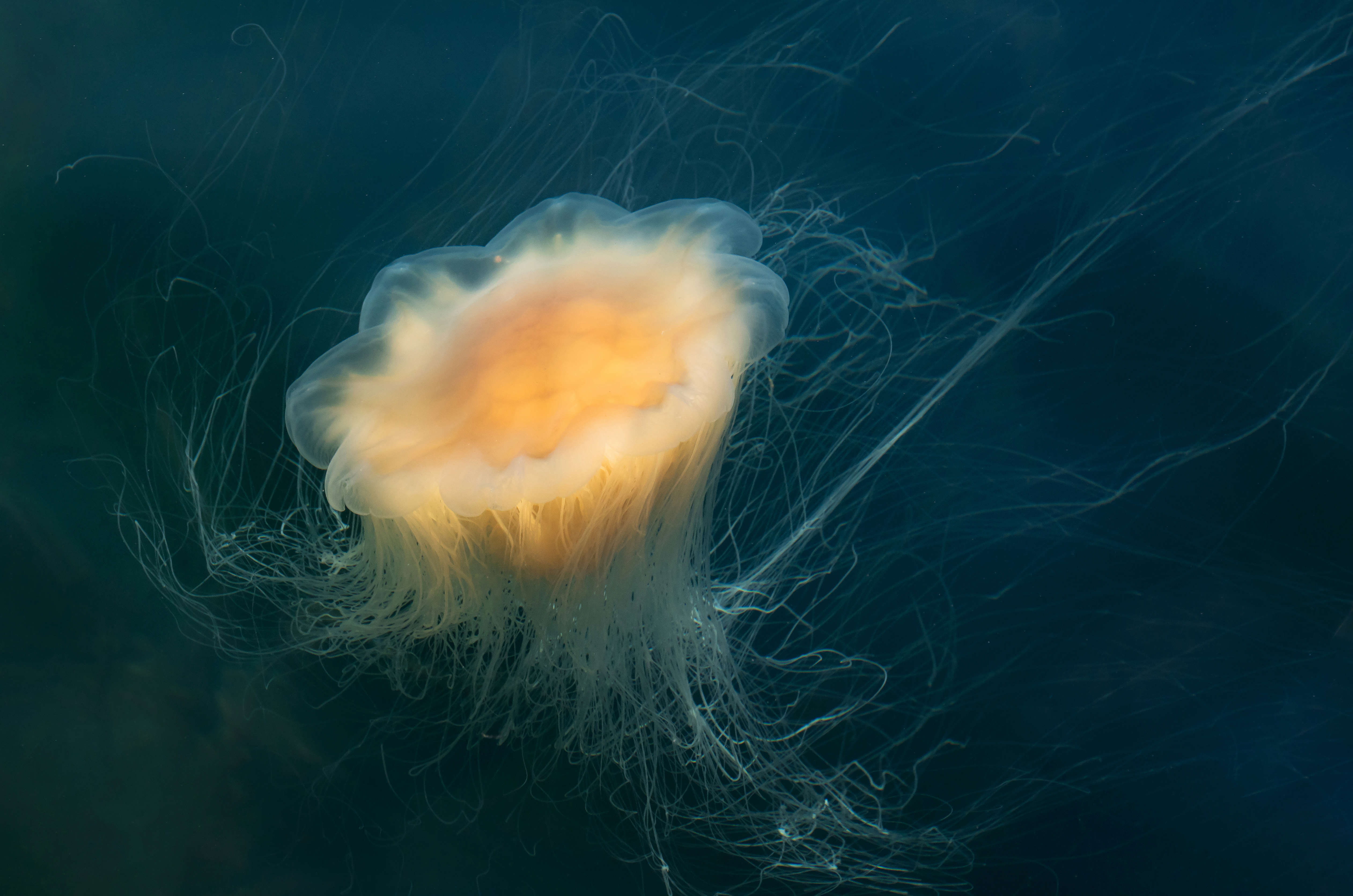
عروس دریایی یال‌شیری در حالت منبسط (بازشدن)
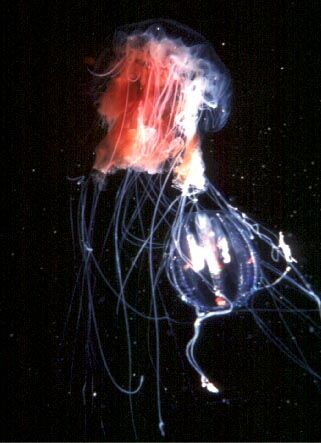
عروس دریایی یال شیری در حال شکار
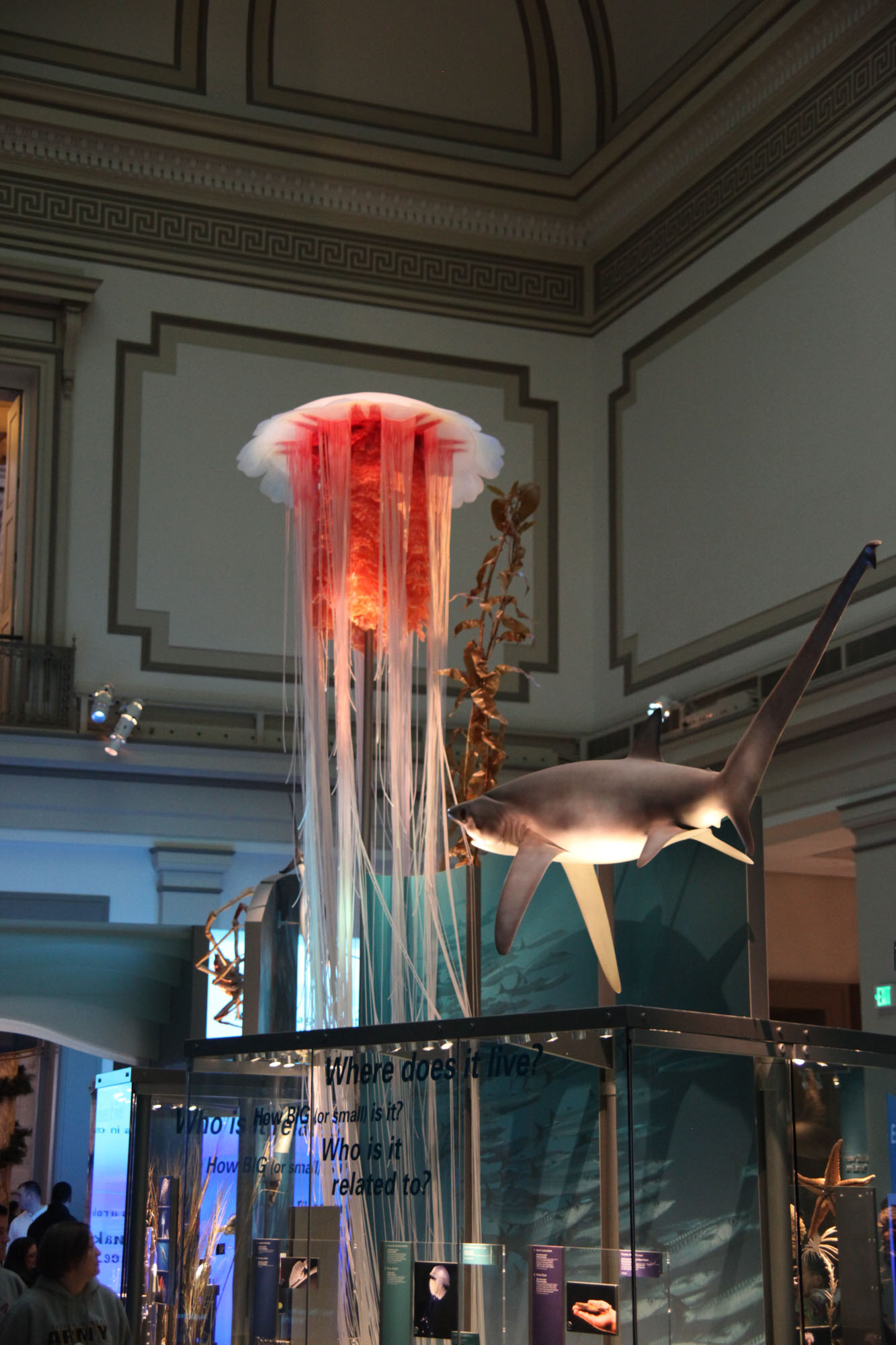
مدل اندازه واقعی زندگی در در موزه تاریخ طبیعی اسمیتسونیان ، واشنگتن دی سی ، ایالات متحده
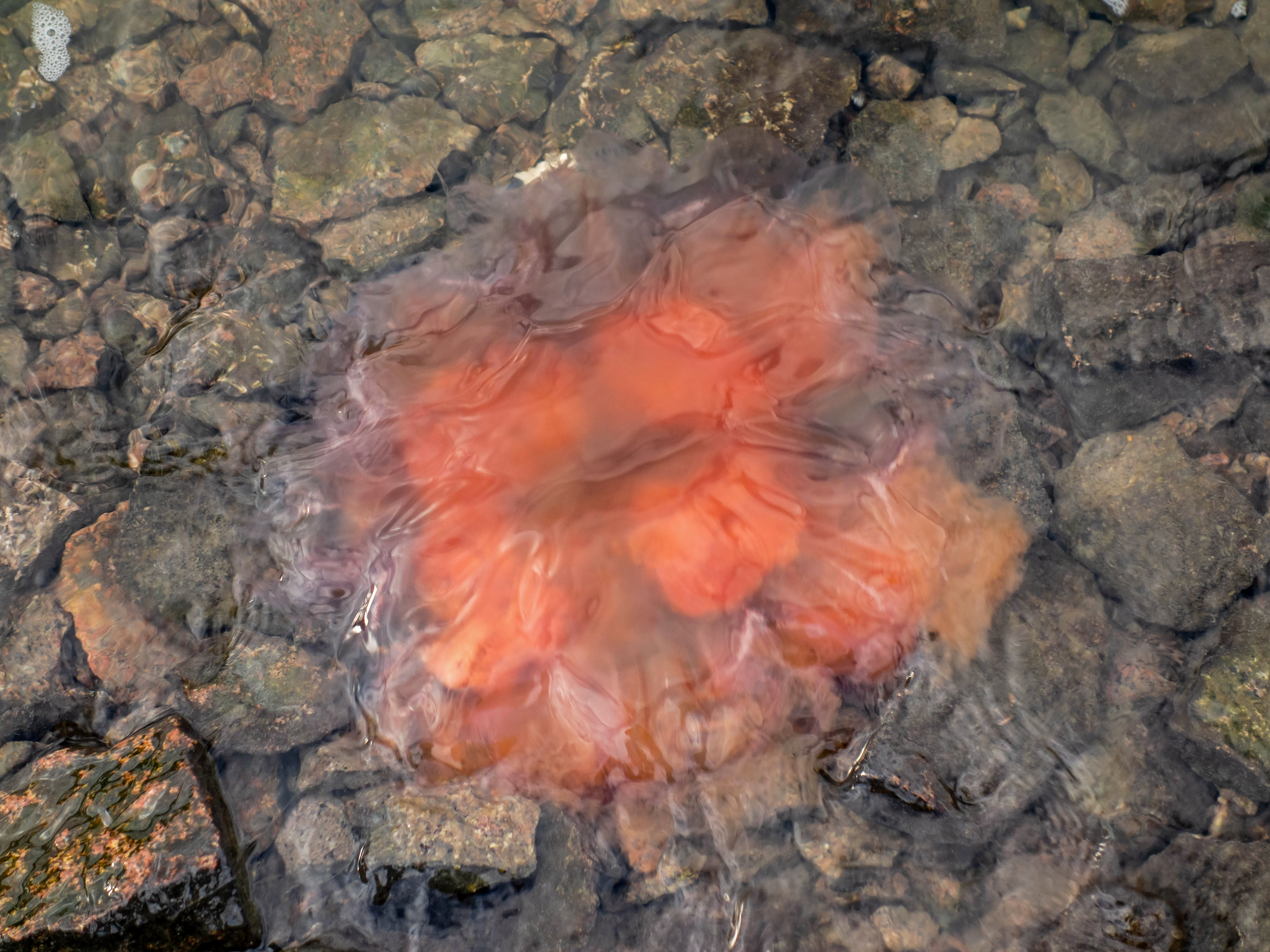
عروس دریایی یال‌شیری کوچک و مرده که به ساحا آورده شده است
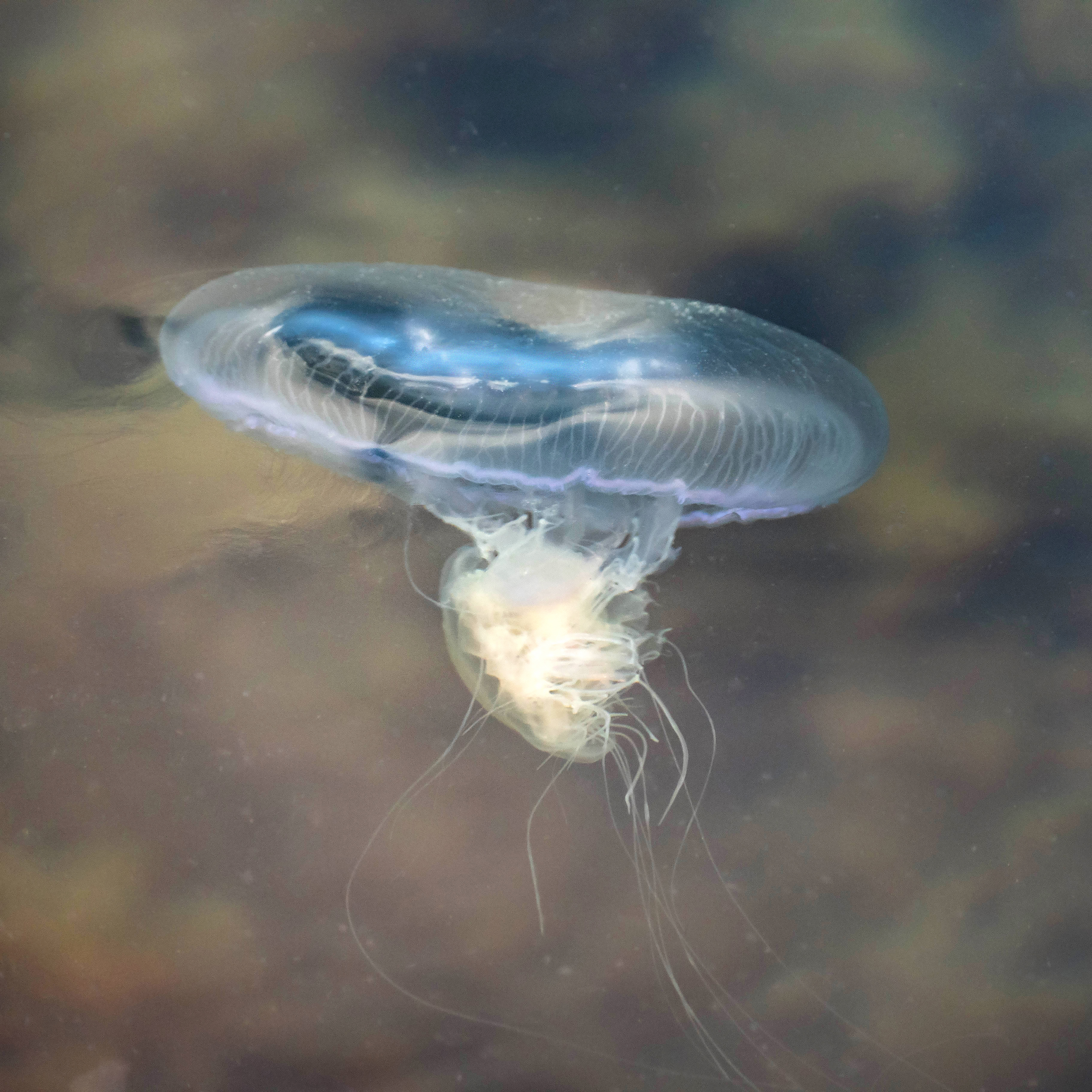
عروس دریایی یال‌شیری در حال تغذیه از یک عروس دریایی ماه